# Malhotice
Malhotice är en ort i Tjeckien.   Den ligger i regionen Olomouc, i den östra delen av landet, 250 km öster om huvudstaden Prag. Malhotice ligger 295 meter över havet och antalet invånare är 332.
Terrängen runt Malhotice är platt åt nordost, men åt sydväst är den kuperad. Runt Malhotice är det ganska tätbefolkat, med 58 invånare per kvadratkilometer. Närmaste större samhälle är Valašské Meziříčí, 15,1 km öster om Malhotice. Trakten runt Malhotice består till största delen av jordbruksmark.